# Gà so mỏ dài
Gà so mỏ dài (danh pháp hai phần: Rhizothera longirostris) là một loài chim trong họ Trĩ (Phasianidae). Nó được tìm thấy tại Brunei, Indonesia, Malaysia, Myanmar, Thái Lan và Việt Nam. Loài này cũng là loài duy nhất của chi Rhizothera.
Môi trường sinh sống tự nhiên của loài chim này là các cánh rừng khô cận nhiệt đới hay nhiệt đới, các cánh rừng ẩm vùng đất thấp cận nhiệt đới hay nhiệt đới cũng như các cánh rừng ẩm vùng núi cận nhiệt đới hay nhiệt đới. Nó bị đe dọa bởi mất môi trường sống.

## Hình ảnh

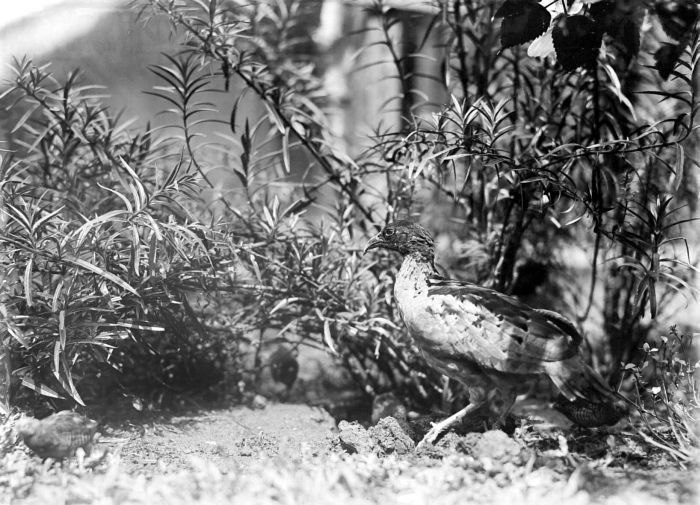
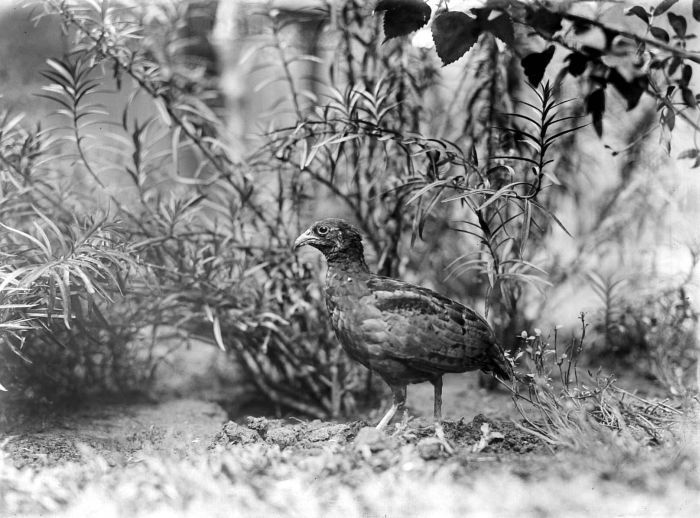
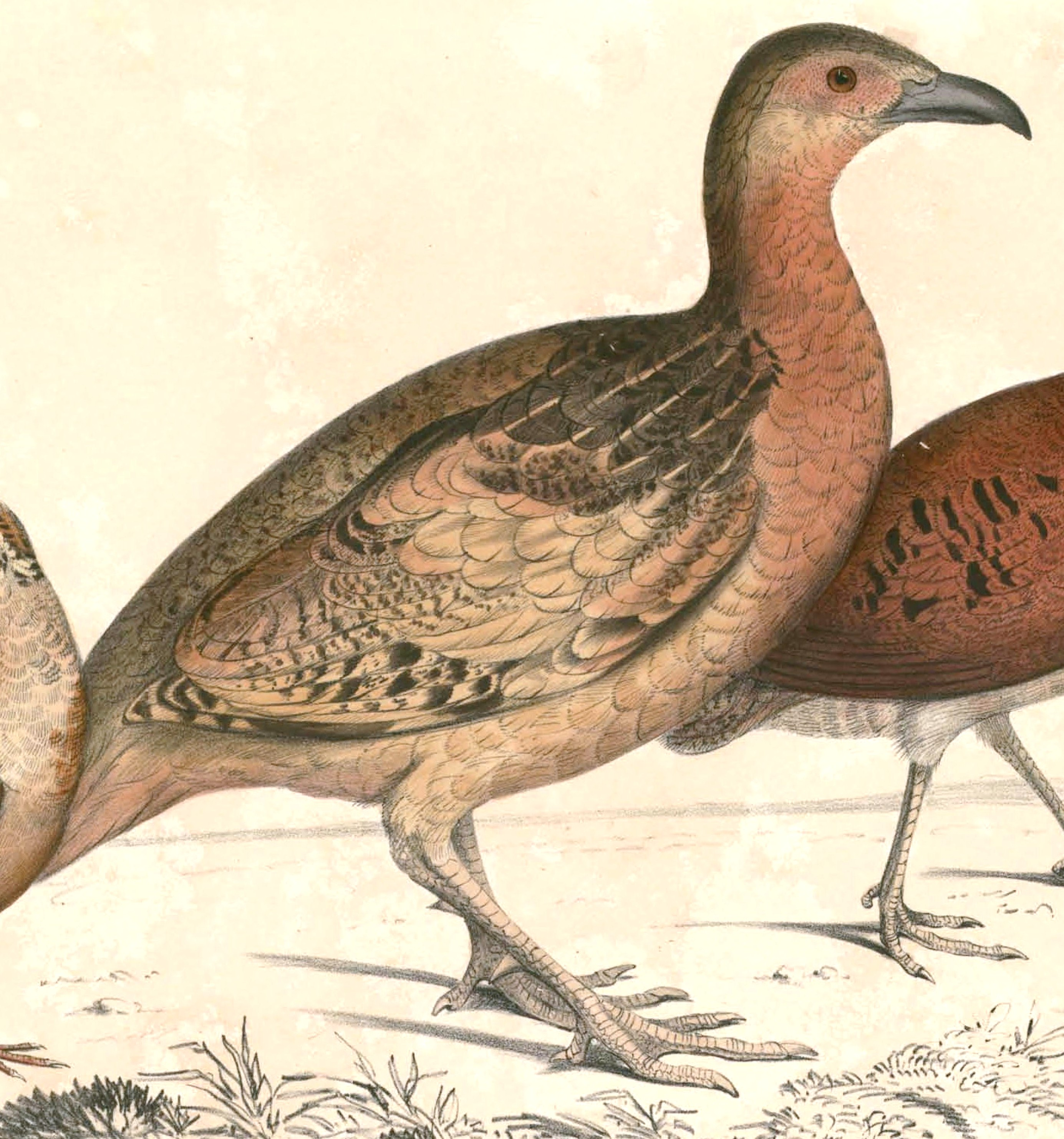